# Bistrica (obwód miejski Sofii)
Bistrica (bułg. Бистрица) – wieś w Bułgarii; 4400 mieszkańców (2010).